# Noritaka Kasama
Noritaka Kasama (jap. 笠間 法考, Kasama Noritaka; * 21. März 1974) ist ein ehemaliger japanischer Skispringer.
Kasama begann seine internationale Karriere 1993 im Skisprung-Continental-Cup. In den ersten beiden Jahren blieb er jedoch erfolglos und landete nur auf dem 127. Platz in der Continental-Cup-Gesamtwertung. Nachdem er in der Saison 1995/96 bessere Leistungen erzielt hatte, wurde er am 20. Januar 1996 erstmals für ein Springen im Skisprung-Weltcup nominiert. Im Springen von der Normalschanze in Sapporo wurde er 19. und konnte so bereits in seinem ersten Weltcup-Springen erste Weltcup-Punkte gewinnen. Auch im zweiten Springen von der Großschanze gewann er mit dem 27. Platz Weltcup-Punkte und beendete die Saison 1995/96 am Ende auf dem 73. Platz in der Weltcup-Gesamtwertung. In den folgenden Jahren konnte er an diesen Erfolg nicht mehr anknüpfen. Weder bei seinen drei weiteren Weltcup-Springen noch im Continental Cup gelangen ihm vordere Platzierung. Nach der Saison 1999/00 beendete Kasama seine aktive Skisprungkarriere.